# Louise and Liza
Louise and Liza is een 7"  single van de Amerikaanse punkband NOFX. Het werd uitgegeven op 24 augustus 1999 door Fat Wreck Chords. De titel verwijst naar de eerste single van de band, getiteld "Liza and Louise".
Het nummer "Liza" was al eerder uitgegeven op het studioalbum Heavy Petting Zoo. Het nummer "Louise" zou later op het album Pump Up the Valuum verschijnen.
De oplage van de single is beperkt tot 10.029 exemplaren, gedrukt op paars vinyl.

## Nummers
1. "Louise"
2. "Liza"

## Band
- Fat Mike - basgitaar, zang
- El Hefe - gitaar, zang
- Eric Melvin - gitaar
- Erik Sandin - drums